# Hot Rod (film)
Hot Rod – amerykańska komedia z 2007 roku w reżyserii Akivy Schaffera.

## Opis fabuły
Rod (Andy Samberg) uchodzi za nieudacznika. Chce zebrać fundusze na operację ojczyma, realizując brawurowy popis kaskaderski. Jeśli nie wykona karkołomnej akrobacji, skompromituje się przed całym miasteczkiem, a przede wszystkim przed Denise (Isla Fisher), w której się skrycie kocha.

## Obsada
- Andy Samberg – "Hot" Rod Kimble
- Jorma Taccone – Kevin Powell
- Bill Hader – Dave McLean
- Danny R. McBride – Rico Brown
- Isla Fisher – Denise Harris
- Sissy Spacek – Marie Powell
- Ian McShane – Frank Powell
- Will Arnett – Jonathan Ault
- Chris Parnell – Barry Pasternak
- Chester Tam – Richardson
- Akiva Schaffer – Derek
- Britt Irvin – Cathy Fay
- Brittany Tiplady – Maggie Mclean
- Andrew Moxham – Sullivan

i inni